# Chris Creveling
Chris Creveling est un patineur de vitesse sur piste courte américain né le 29 décembre 1986 à Flemington, dans le New Jersey. Il a remporté la médaille d'argent du relais masculin aux Jeux olympiques d'hiver de 2014, à Sotchi.